# Resolutie 1932 Veiligheidsraad Verenigde Naties
Resolutie 1932 van de Veiligheidsraad van de Verenigde Naties, ingediend door Oostenrijk, werd unaniem door de VN-Veiligheidsraad aangenomen op 29 juni 2010, en verlengde de ambtstermijnen van de rechters in het Rwanda-tribunaal met één tot twee jaar.

## Achtergrond
Toen Rwanda een Belgische kolonie was werd de Tutsi-minderheid in het land verheven tot een elite die de grote Hutu-meerderheid wreed onderdrukte. Na de onafhankelijkheid werden de Tutsi verdreven en namen de Hutu de macht over. Het conflict bleef aanslepen en in 1990 vielen Tutsi-milities verenigd als het FPR Rwanda binnen. Met Westerse steun werden zij echter verdreven. In Rwanda zelf werd de Hutu-bevolking opgehitst tegen de Tutsi. Dat leidde begin 1994 tot de Rwandese genocide. De UNAMIR-vredesmacht kon vanwege een te krap mandaat niet ingrijpen. In 1994 werd het Rwanda-tribunaal opgericht om de daders van de genocide en andere mensenrechtenschendingen die dat jaar in Rwanda hadden plaatsgegrepen te berechten.

## Inhoud

### Waarnemingen
Het Rwanda-tribunaal was middels resolutie 1503 (2003) en resolutie 1534 (2004) gevraagd haar werkzaamheden tegen 2010 af te ronden. Dat zou volgens een rapport van het tribunaal echter niet meer binnen de mogelijkheden liggen. Het tribunaal was ook bezorgd over ervaren personeel dat was vertrokken.
Krachtens resolutie 1901 had de Veiligheidsraad in 2009 al beslist de ambtstermijnen van de rechters van het tribunaal tegen 30 juni 2010 te verlengen, en die van de beroeprechters tot 31 december 2012 te verlengen. Ook werd opgemerkt dat één permanente en twee ad litem-rechters nog voor eind 2010, na afloop van hun zaken, zouden vertrekken.
De Veiligheidsraad bemerkte ook een rapport van de aanklager over een gebrek aan medewerking van Kenia met betrekking tot de zaak van Felicien Kabuga en de belofte tot medewerking die dat land op 18 juni 2010 op een vergadering van de Veiligheidsraad had gedaan.

### Handelingen
De Veiligheidsraad bevestigde dat alle beklaagden berecht moesten worden en riep alle landen, en die nabij het Grote Merengebied in het bijzonder, op nog beter mee te werken.
Van volgende permanente beroeprechters werd de ambtstermijn verlengd tot 31 december 2010 of de afloop van hun zaken:
- Mehmet Güney

- Andrésia Vaz

En van deze permanente rechters tot 31 december 2011:
- Dennis Byron
- Khalida Khan
- Arlette Ramaroson

- William Sekule
- Bachtiejar Toezmoechamedov

De termijnen van de volgende ad litem-rechters werden eveneens tot 31 december 2011 verlengd:
- Aydin Sefa
- Florence Arrey
- Solomy Balungi Bossa
- Vagn Joensen
- Gberdao Kam

- Lee Muthoga
- Seon Ki Park
- Mparany Rajohnson
- Emile Short

De Veiligheidsraad amendeerde ten slotte de statuten van het tribunaal met het artikel in bijlage.

### Bijlage
Artikel 12 ter - verkiezing en aanstelling van ad litem-rechters
3. Indien geen ad litem-rechters meer beschikbaar zijn, er geen andere rechter kan aangesteld worden en alle andere praktische mogelijkheden zijn uitgeput, dan mag de secretaris-generaal op vraag van de voorzitter van het tribunaal een voormalige permanente of ad litem-rechter van dit tribunaal of het Joegoslavië-tribunaal aanstellen als ad litem-rechter voor één of meerdere zaken.

## Verwante resoluties
- Resolutie 1878 Veiligheidsraad Verenigde Naties (2009)
- Resolutie 1901 Veiligheidsraad Verenigde Naties (2009)
- Resolutie 1955 Veiligheidsraad Verenigde Naties
- Resolutie 1966 Veiligheidsraad Verenigde Naties

Lijst ·  1908 ·  1909 ·  1910 ·  1911 ·  1912 ·  1913 ·  1914 ·  1915 ·  1916 ·  1917 ·  1918 ·  1919 ·  1920 ·  1921 ·  1922 ·  1923 ·  1924 ·  1925 ·  1926 ·  1927 ·  1928 ·  1929 ·  1930 ·  1931 ·  1932 ·  1933 ·  1934 ·  1935 ·  1936 ·  1937 ·  1938 ·  1939 ·  1940 ·  1941 ·  1942 ·  1943 ·  1944 ·  1945 ·  1946 ·  1947 ·  1948 ·  1949 ·  1950 ·  1951 ·  1952 ·  1953 ·  1954 ·  1955 ·  1956 ·  1957 ·  1958 ·  1959 ·  1960 ·  1961 ·  1962 ·  1963 ·  1964 ·  1965 ·  1966